# Belinda Carroll
Belinda Carroll es una comediante, escritora, activista, actriz y cantante estadounidense.Es la fundadora del Festival de Comedia Queer de Portland,organizadora de Portland Dyke March,y coorganizadora, así como anfitriona de la subasta y presentadora de recaudación de fondos de la Conferencia Regional Butch Voices de Portland.
A los 22 años, Carroll ostentaba el título de Miss Leather. Actúa anualmente en el Portland Pride y en 2013 fue nombrada finalista en Advocate's Stand Out: The National Queer Comedy Search.
En 2016, Carroll comenzó a trabajar como guía turística para "Pride Forever: LGBTQ History Tour" del programa "Conoce tu ciudad".Actúa anualmente en Slut Walk de Portland. En 2018, fue designada Héroe Queer como parte de Queer Heroes Northwest.Ese mismo año, fue elegida representante queer de Oregón, como se muestra en el artículo Faces of Pride de USA Today.En 2019, el grupo de teatro y defensa CoHo Productions nombró a Carroll como una de sus mujeres icónicas, parte de su serie de retratos y entrevistas This Woman.
En televisión, Carroll ha aparecido en programas como Portlandia y en pequeños espacios como el comercial Winter Scratch-It de la Lotería de Oregón.Ha escrito para medios impresos como Portland Mercury,Huffington Post,PQ Monthly,y Cracked.com.
Belinda recibió el premio Woman of Achievement Award del estado de Oregón. El premio le fue entregado por la gobernadora Kate Brown el 10 de marzo de 2020.

## Primeros años de vida
Carroll es nieta de mineros del carbón de Virginia Occidental.
Su madre creció en Turkey Creek, West Virginia. Dejó pronto la escuela después del sexto grado. En 1956, a los 20 años, dio a luz a un hijo, luego se mudó al oeste en 1963, realizando en trabajos de lavandería y cocinera. Durante este tiempo, se casó y tuvo un segundo hijo. A principios de la década de 1970, su esposo se divorció de ella, dejándola endeudada como madre soltera. En 1976, a los 40 años, dio a luz a Carroll en Portland, Oregón.
Carroll se crio en Portland en lo que ella describe como un "ambiente realmente centrado en Dios y en Jesús" en un hogar bautista misionero del sur, en el que, según ella, siempre se escuchaba Trinity Broadcasting Network. Ella describe la región como "muy, muy conservadora" y "todo madereros... todo industria", también describe un vecindario "lleno de gente del KKK como cabezas rapadas y neonazis".
Carroll experimentó un acoso "implacable"cuando era joven. Sus primeras influencias queer se limitaron a The Original Coming Out Stories (Crossing Press, 1989) y "escabullirse en el Donahue de temática gay ocasional".Se declaró lesbiana a los 15 años y activista lesbiana feminista a los 16 o 17 años. Sus hermanos republicanos y el resto de los miembros de su familia se sorprendieron,acusándola de hacerlo para "llevar la contraria" y "tratar de ser política por un tiempo".La madre de Carroll, una cristiana bautista misionera del sur, aunque demócrata del sur, estaba "conmocionada" y creía que Carroll era "demasiado femenina para ser lesbiana".Luego la rechazó, lo que llevó a Carroll a mudarse de casa. Estuvo sin hogar durante un año y medio, haciendo coach-surfing y viviendo en las calles, incluso intentó suicidarse.
Cuando regresó con su madre después de ese período, su madre se "disculpó" y Carroll "la vio pasar de ser una cristiana evangélica realmente rígida con estas creencias muy firmes sobre lo que era pecado y lo que no era pecado" a alguien que era capaz desarrollar una camaradería empática y sin prejuicios con Carroll y los amigos homosexuales de Carroll,diciéndole, en efecto, cuando Carroll tenía 25 años, "¿Sabes qué? Me alegro de que seas gay. Nunca has dejado que nadie defina quién eres, siempre has sido tu propia persona".

## Carrera

### Cantante y Drag
Carroll comenzó a cantar muy pronto, actuando en varios grupos desde los 16 años en los géneros de Rhythm and blues y Soul. En Austin, Texas, formó parte de un trío de jazz-funk.Cuando tenía poco más de 20 años, comenzó a actuar en actos de drags.

### Activismo
Carroll se declaró activista feminista lesbiana a los 15 años. Al cabo de un año, en 1992, comenzó a hacer campaña para oponerse a la Medida 9, una enmienda propuesta a la Constitución de Oregón que declaraba que la homosexualidad era "anormal, incorrecta, antinatural y perversa", permitía la discriminación abierta y requería que el estado "desalentara activamente homosexualidad, enseñando que es un delito moral similar a la pedofilia, el sadismo y el masoquismo".Al mismo tiempo, Carroll comenzó a asistir a las reuniones de Lesbian Avengers con su novia, lo que resultó ser una educación para participar en la defensa de la acción directa.
En 2011, Pride NW honró a Carroll con su premio Pride-in-Action por el trabajo de base de Carroll al fundar Q Patrol, una patrulla comunitaria a pie destinada a reducir los delitos de odio contra las personas LGBTQ+ en el centro de Portland.
En 2013, actuó como parte de Portland: Naughty-Listed—Stories of Holiday Misbehavior, una serie de narraciones en beneficio del Partido Demócrata de Oregón.
En 2015, una de las actividades activistas de Carroll involucró una conversación con un fanático de la comedia gay de Uganda que se hizo amigo de ella en Facebook. Con su permiso, Carroll documentó su diálogo y lo publicó en PQ Monthly para crear conciencia sobre la persecución y la violencia que enfrentan los ugandeses queer.
En 2017, Carroll actuó como parte de una comedia benéfica a nivel nacional para la Unión Estadounidense de Libertades Civiles (ACLU), una contrarrespuesta a las promesas de violaciones de derechos humanos sobre las que Donald Trump dirigió su campaña presidencial. Docenas de comediantes actuaron en 20 estados. La iteración de Portland, llamada What A Joke, presentó a Carroll y solo a otros tres comediantes como representantes de su ciudad.
Carroll se ha presentado en varios eventos anuales del orgullo gay, incluidos Big Gay Afterparty de Portland Pride 2019,y Beaverton's Pride Festival 2019.También se ha presentado en el Centro de Eventos y Educación Sex-Positive para la iteración de Portland de la marcha internacional contra la vergüenza de las putas, SlutWalk.

### Comedia
Carroll comenzó a actuar como comediante profesional a los 32 años, después de que Sarah Palin fuera nominada para vicepresidenta de los Estados Unidos. Perturbada por ello, Carroll procesó sus sentimientos escribiendo chistes, y posteriormente los expresó en un micrófono abierto en Cap City Comedy en Austin, Texas.Ese programa se grabó y terminó en línea. La alentaron a seguir, y lo hizo, y terminó con una actuación con entradas agotadas para su primera audiencia gay en 2009.Más tarde comenzó a producir sus propios programas por y para la comunidad queer, aunque sin excluir a la audiencia y los temas no queer.
Desde su primera actuación, Carroll ha organizado y actuado innumerables veces. Ha participado en el All-Jane Comedy Festival, SMUT: Comedy Done Dirty, the Outlandish! serie, Festival de Música de Mujeres Queer y Trans de OUT/LOUD, Comedy at the Capitol, Comic Strip, Homo Ha!, Loudmouth Cunts,Lezberados: Comedy with No Bull, y Fin de semana de Ethel Merman. Los lugares han incluido Club 50 West,Whiteside Theatre  Seven Nightclub Curious Comedy Theatre, Club Comedy Seattle, Kontos Cellars, MAC Club, y Cobb's Club de la comedia.

## Premios y honores
- Premio Héroes Queer del Noroeste al Héroe Queer 2018 [7]
- Premio Pride NW Pride-in-Action 2011[27]
- Premio Woman of Achievement, Oregón, presentado por la gobernadora Kate Brown, 10 de marzo de 2020

## Filmografía
| Año  | Película/Espectáculo            | Role               |
| ---- | ------------------------------- | ------------------ |
| 2018 | Mierda que amo con Jason Stuart | Sí misma           |
| 2015 | Absolutamente Jason Stuart      | Sí misma           |
| 2014 | Pórtlandia                      | campista feminista |
| 2011 | el corazón se abre              | ¡Plato! ejecutante |

## Podcasts
| Año                   | Espectáculo           |
| --------------------- | --------------------- |
| 1 de junio de 2019    | Mi verdadero Portland |
| 21 de octubre de 2018 | 12 preguntas          |
| 26 de marzo de 2018   | La bodega de la risa  |